# Spaubekerbos

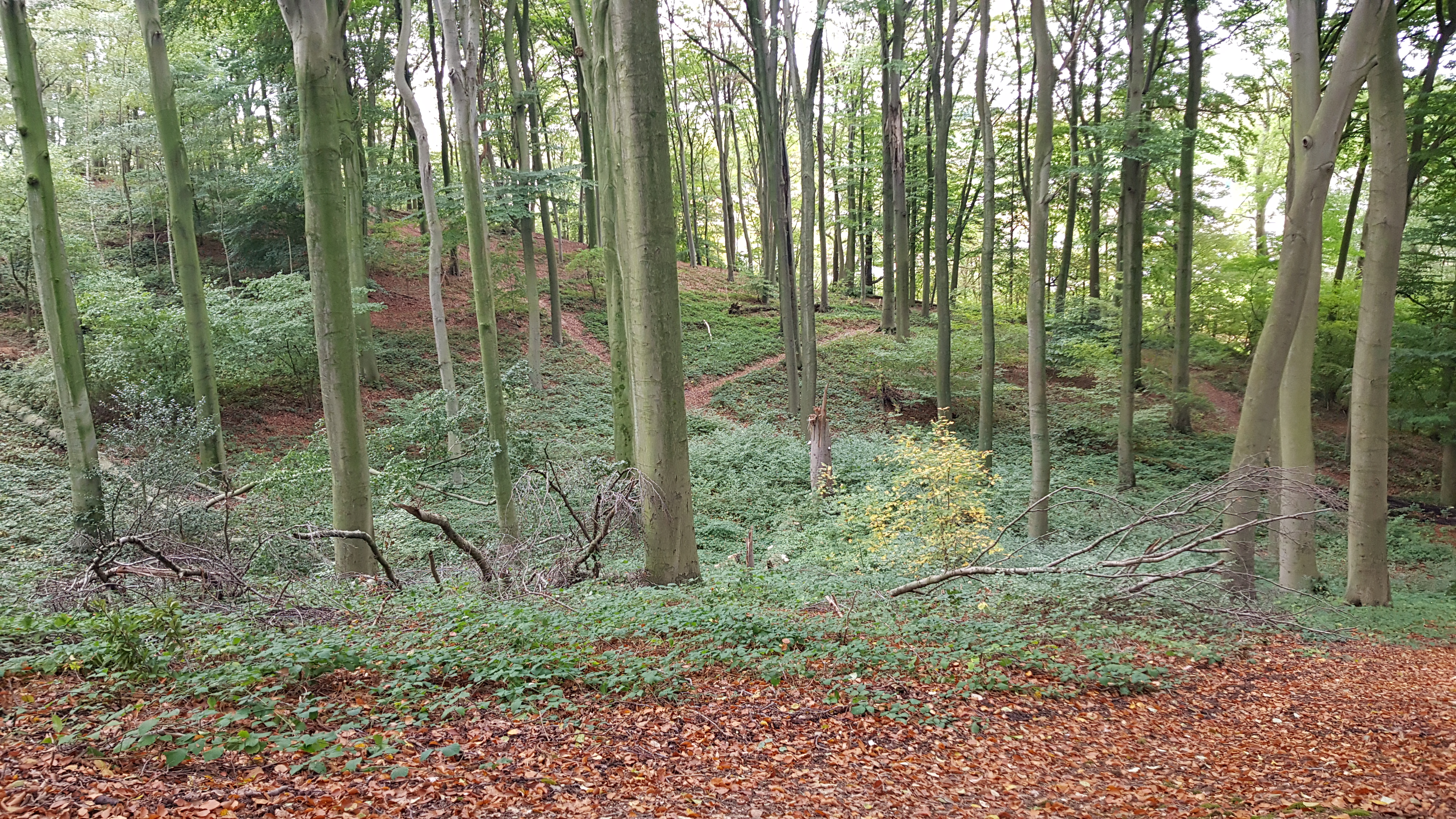
Het Spaubekerbos

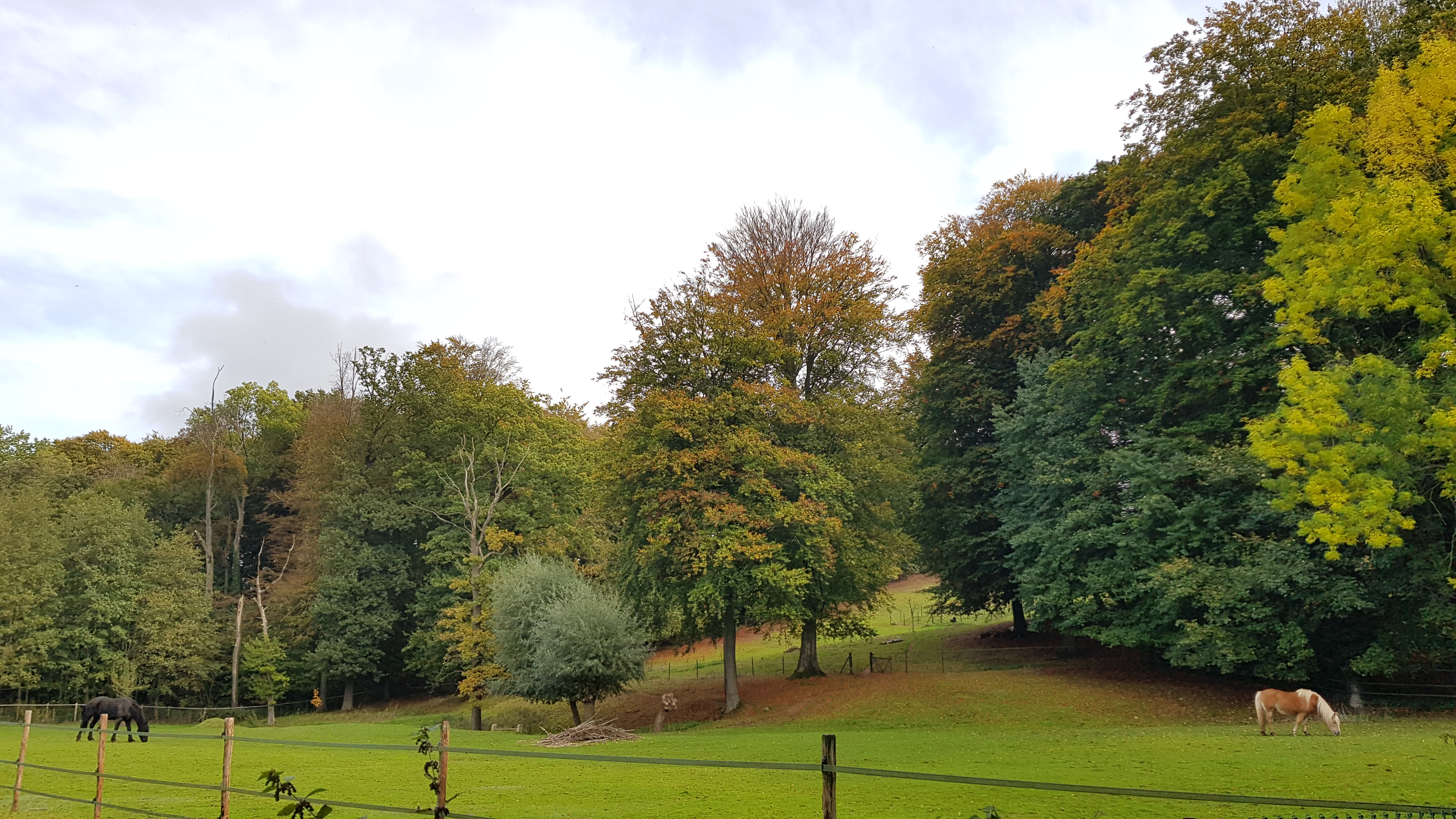
Aan de rand van het bos

Het Spaubekerbos is een bosgebied in Nederlands Zuid-Limburg in de gemeente Beek. Het ligt ten zuidoosten van Spaubeek.
Het is een langgerekt loofbos, deels oud beukenbos op een steile helling, deels essen-eikenbos. Dit bos, met een omvang van ongeveer 1 ha, is eigendom van Natuurmonumenten.
De ondergroei bestaat onder meer uit gele dovenetel, slanke sleutelbloem, gewone salomonszegel, gevlekte aronskelk en bosanemoon. Van de dieren kan de das worden genoemd, evenals steenmarter en bunzing.
In het bos bevindt zich de ruïne van een openluchttheater, dat in de jaren '50 van de 20e eeuw werd aangelegd.
Ten oosten van het bos bevindt zich de Groeve Spaubeek.

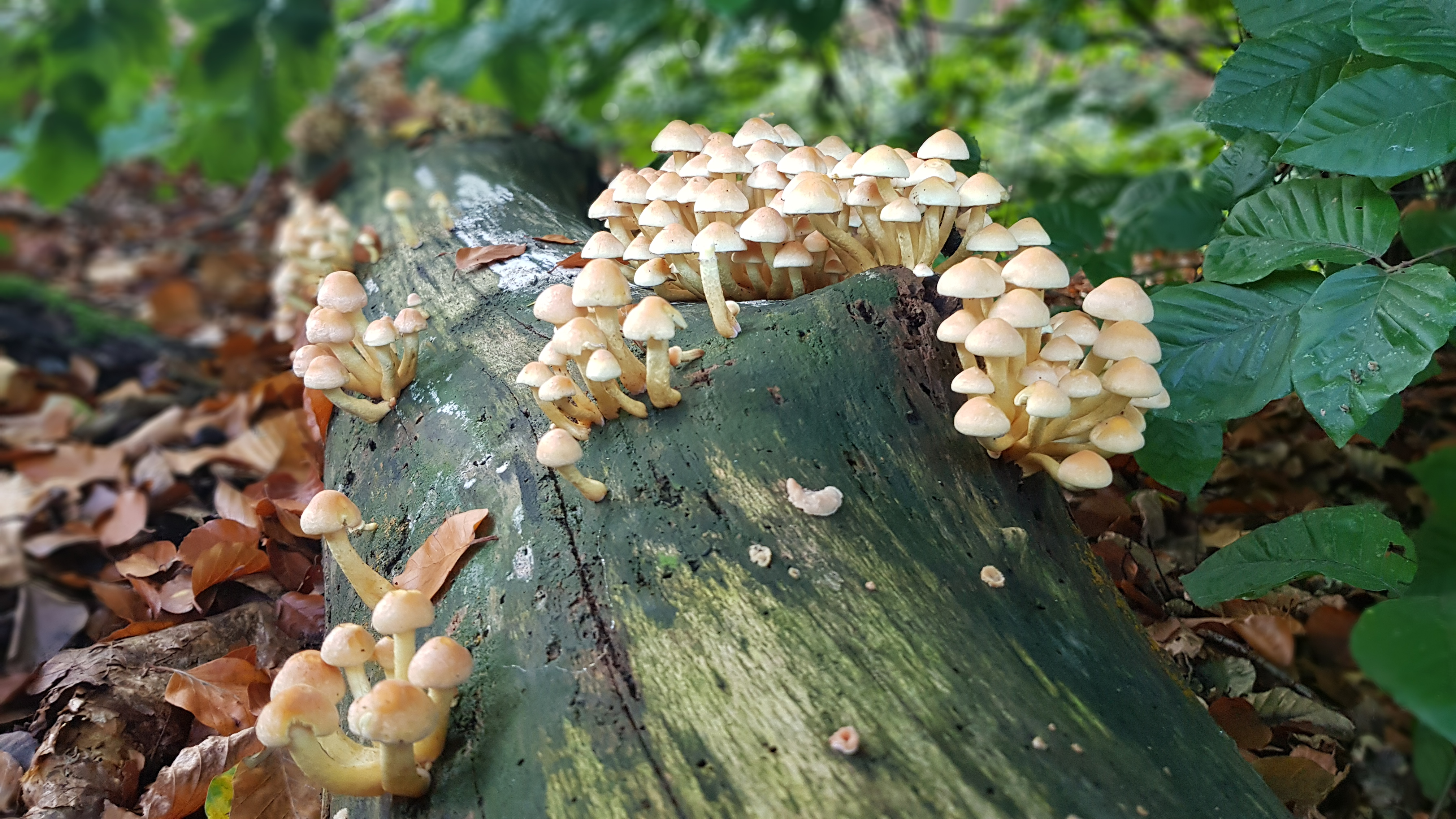
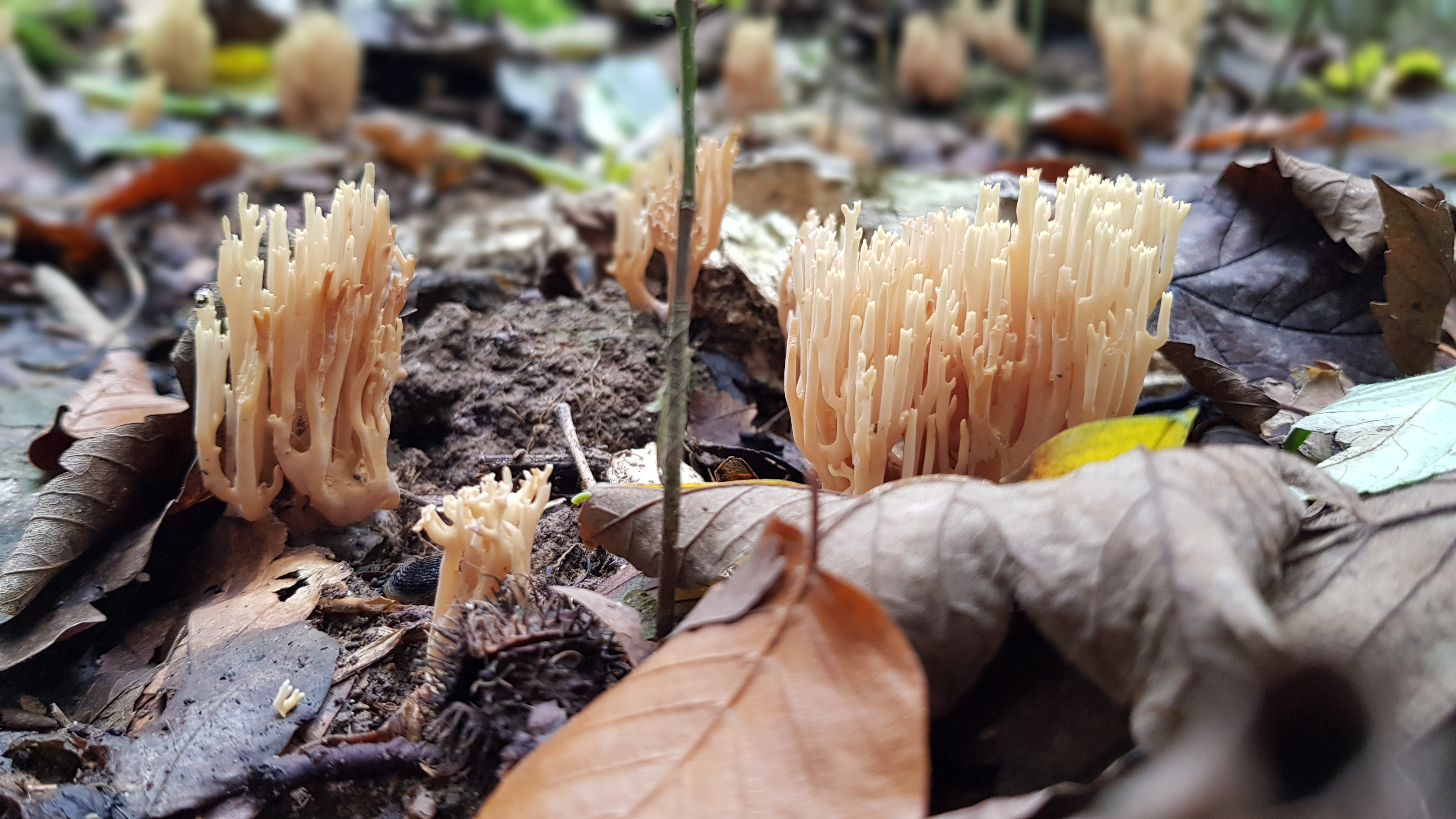
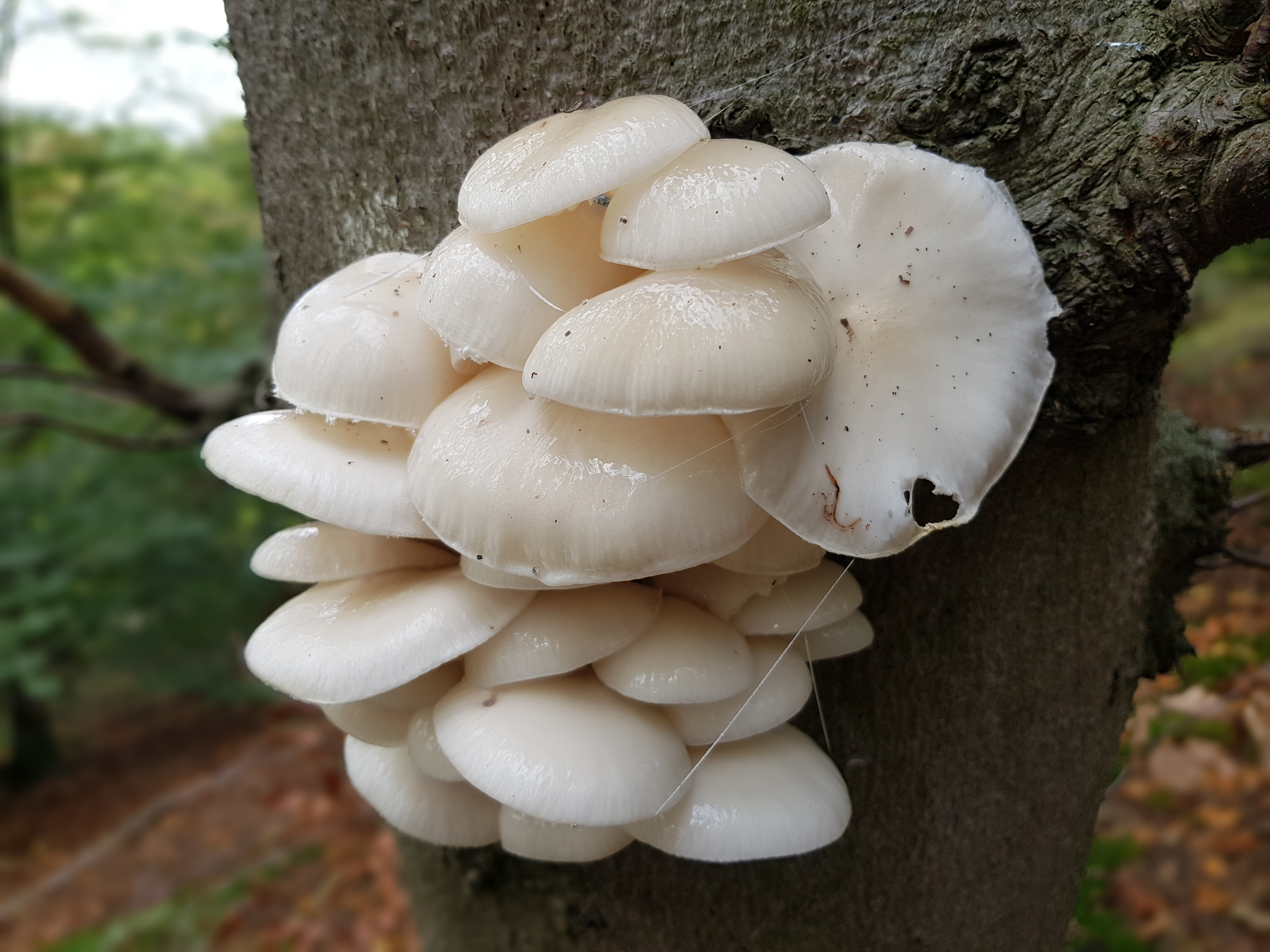
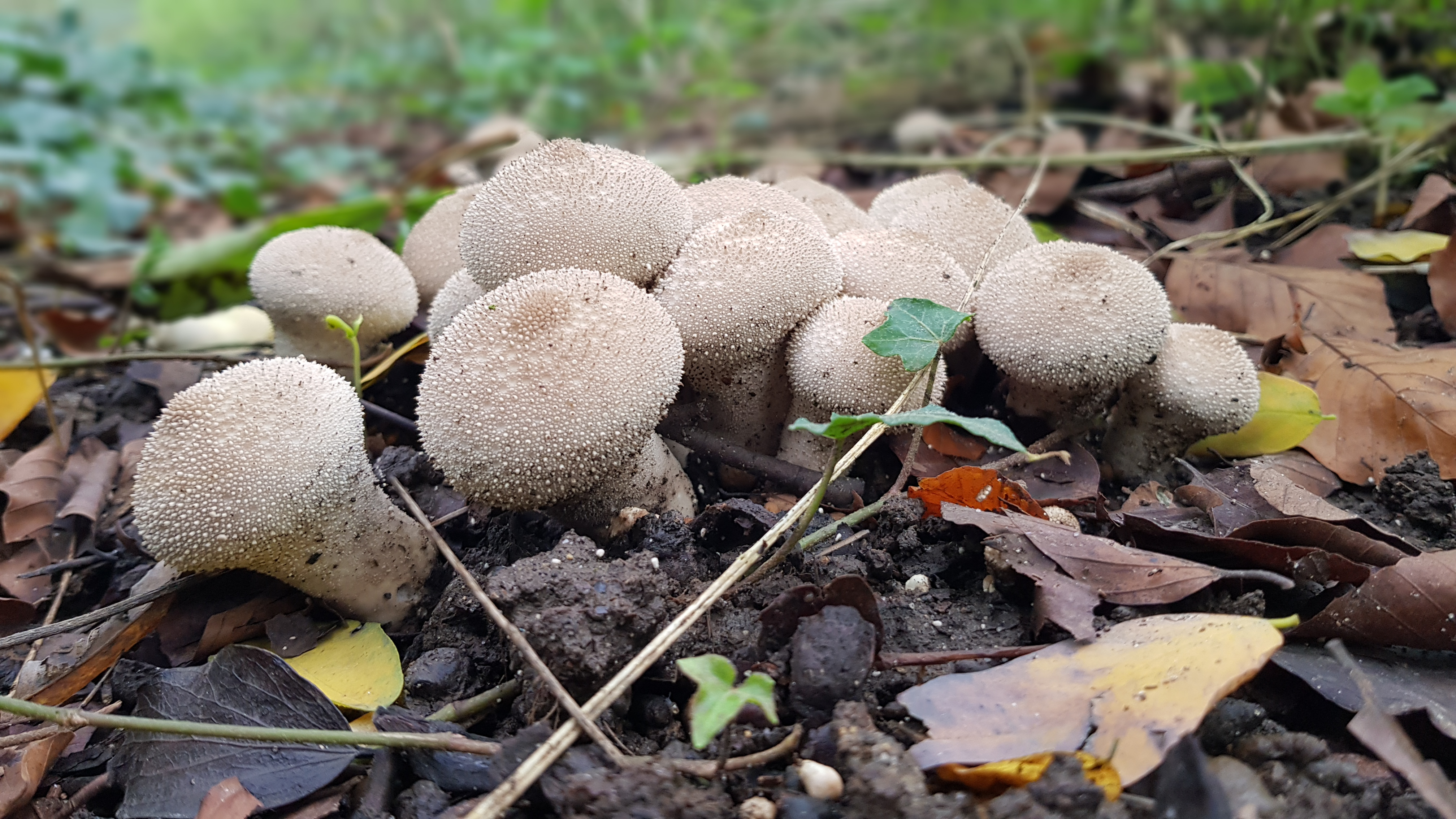
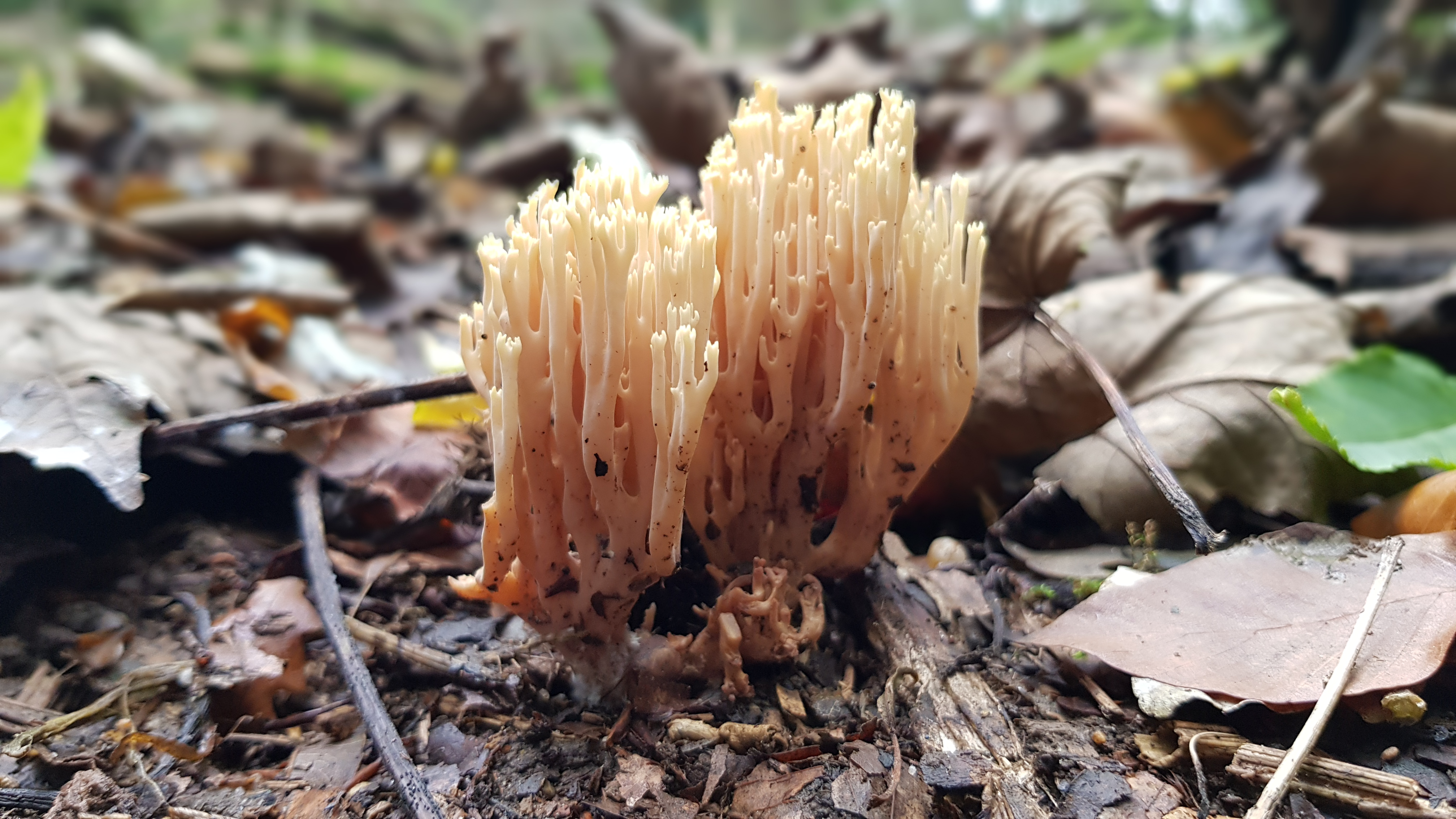